# O nadzwyczajnej władzy wojskowej Gnejusza Pompejusza
O nadzwyczajnej władzy wojskowej Gnejusza Pompejusza (łac. De imperio Gnaei Pompei) – pierwsza polityczna mowa Cycerona, z czasów jego pretury (66 p.n.e.), znana również pod nazwą pro Lege Manilia lub Maniliana. Oracja została wygłoszona w celu przekonania komicjów o konieczności nadania Gnejuszowi Pompejuszowi specjalnych uprawnień, w wojnie z królem Pontu Mitrydatesem VI.

## Tło historyczne
Konflikt, który rozpoczął się w 74 p.n.e., był trzecią odsłoną długotrwałych zmagań z państwem pontyjskim, jakie przyszło Rzymowi prowadzić w Azji Mniejszej. Początkowo za sprawą Lucjusza Licyniusza Lukullusa Rzymianie odnotowywali spore sukcesy. 
Wraz z reformami jakie zwycięski wódz wprowadzał w prowincji, jego popularność w niektórych rzymskich kołach politycznych zmalała. Największą złość wywołała otwarta walka ze zdzierstwami publikanów (kolektorami podatków rekrutującymi się głównie spośród ekwitów), którzy od czasu zwycięstwa Lucjusza Korneliusza Sulli w I wojnie z Mitrydatesem doprowadzali miejscową ludność do ruiny. Kolejną kwestią była niepopularność jaką zyskał sobie we własnych legionach wprowadzając zakaz rabunków, które dla zwykłych żołnierzy były jedną z podstawowych form zarobkowania, decydującą o opłacalności służby.
W roku 68 p.n.e. wojna weszła w okres kryzysu, który wykorzystano do politycznej nagonki przeciwko coraz mniej popularnemu Lukullusowi. Początkowo odebrano mu zarząd nad dwiema prowincjami, Cylicję przyznano Kwintusowi Marcjuszowi Reksowi (konsulowi roku 68 p.n.e.), a Bitynię i Pont Acyliuszowi Glabrionowi. Dowództwo nad całą armią miało szansę zostać zmienione tylko pod warunkiem znalezienia kandydata o wielkim doświadczeniu i popularności, bowiem tylko te cechy gwarantowały poparcie decydującego w tej sprawie zgromadzenia.
Taką osobą okazał się być Gnejusz Pompejusz, który w roku 67 p.n.e. wyposażony w imperium maius i wielką flotę zażegnał odwieczny problem jaki stanowili dominujący na Morzu Śródziemnym piraci. To zwycięstwo oprócz potwierdzenia umiejętności wojskowych, zapewniło Pompejuszowi wielką popularność wśród biedniejszych mieszkańców Rzymu, którzy uzależnieni byli od dostarczanych drogą morską dostaw darmowego zboża. Projekt ustawy wniósł na zgromadzeniu trybun ludowy i  stronnik Pompejusza Gajusz Maniliusz (łac. lex Manilia).

## Mowa
Propozycja ta spotkała się ze zdecydowanym sprzeciwem konserwatywnych senatorów, którzy obawiali się przekazania tak wielkiej władzy w ręce jednostki (dochodziła też kwestia odebrania uprawnień dopiero co ustanowionym namiestnikom). Głównymi orędownikami stanowiska senatu byli: znany prawnik Hortensjusz Hortalus i były konsul Kwintus Katulus. Sprawę zmiany dowództwa poparli pretor tego roku Marek Tuliusz Cyceron i kwestor roku poprzedniego Gajusz Juliusz Cezar. Cyceronowi wdzięczność możnego Pompejusza potrzebna była w zdobywaniu kolejnych szczebli politycznej kariery, Cezar natomiast pozostawał silnie związany ze stronnictwem popularów. Obydwaj zaprezentowali swoje stanowisko przed zgromadzeniem, jednak tylko mowa Cycerona zachowała się do naszych czasów.
Oracja skonstruowana została w sposób wzorcowy. Bardzo wyraziście wyodrębniono wstęp, opowiadanie, dowodzenie, zbijanie kontrargumentów i zakończenie. Na szczególną uwagę zasługuje analiza wodzowskich kwalifikacji Pompejusza, w której Cyceron przedstawił ogólny obraz cnót rzymskiego wodza. W celu rozbrojenia argumentów Hortensjusza i Katulusa zauważył, że podobne uprawnienia przyznano Pompejuszowi rok wcześniej. Jedno prawo, jeden człowiek, jeden rok wystarczył, żeby nie tylko ocalić was od tego wielkiego niebezpieczeństwa, ale ponadto dać wam w ręce panowanie na morzu i lądzie nad wszystkimi ludami (De imperio Gnaei Pompei 19.56). Zręcznie też wykorzystał dla sprawy sytuację Lukullusa, którego zresztą lubił i cenił. Lucjusz Lukullus, który do pewnego stopnia mógł był zaradzić tym klęskom część żołnierzy, którzy już odsłużyli swe lata, rozpuścił, część oddał Maniuszowi Glabrionowi, zmuszony do tego waszym rozkazem, ponieważ zgodnie z tradycją postanowiliście ograniczyć jego długo trwające dowództwo (De imperio... 9.26)
Stylistycznie mowa została skomponowana w tzw. „średnim stylu”, odznacza się piękną formą i licznymi figurami retorycznymi.

Świadkiem jest Italia, która – jak zwycięzca Lucjusz Sulla wyznał – męstwem i pomocą Pompejusza uwolniona została; świadkiem Sycylia, którą otoczoną zewsząd niebezpieczeństwem, nie postrachem oręża, lecz przez szybkość decyzji wybawił; świadkiem Afryka, która uciśniona ogromnymi siłami nieprzyjaciół, krwią tychże nieprzyjaciół spłynęła; świadkiem Galia, przez którą legiony nasze drogę do Hiszpanii po trupach Gallów sobie utorowały; świadkiem Hiszpania, która licznych nieprzyjaciół przez niego pokonanych i rozgromionych nieraz widziała; świadkiem znów jest Italia, uciśniona straszną i niebezpieczną wojną z niewolnikami, wyglądająca od niego pomocy; wojnę tę już samo oczekiwanie na Pompejusza osłabiło i ograniczyło, a przybycie zakończyło i zlikwidowało; świadkiem są wreszcie wszystkie wybrzeża, wszystkie obce ludy i narody, na koniec morza, jak też porty i zatoki na nich.

Mowa została przyjęta z uznaniem i doceniona za stylistyczne dopracowanie, oraz przejrzystość formy. Jednak okoliczności w jakich ją wygłoszono, a w szczególności poparcie partii ekwickiej (pomimo deklarowanych przez Cycerona sympatii konserwatywnych), spowodowały, że już w starożytności autor mowy został oceniony dosyć surowo. Kasjusz Dion zarzucił mu wręcz oportunizm (Historia rzymska XXXVI.42.5). Dopiero dwudziestowieczna analiza tekstu doprowadziła do częściowej rehabilitacji mówcy. Zauważono bowiem, że w żadnym akapicie mowy nie można znaleźć dowodu na to, że Cyceron popierał  partię przeciwną. Uprawdopodobniło to przypuszczenie, że sławny orator skorzystał politycznie dbając o interes państwa.